# Channel 5
Channel 5 è un canale televisivo britannico.

## Storia
Lanciato nel 1997, è il quinto e ultimo canale televisivo nazionale analogico del Regno Unito. 
Originariamente chiamata Channel 5, la stazione nel 2002 è stata rinominata Five. Il canale è stato inaugurato nel 1997 dalle Spice Girls.
Dal 2014 è di proprietà del gruppo Viacom (ora Paramount Global), che l'ha acquistata dal gruppo editoriale inglese Northern & Shell, che a sua volta l'aveva comprata nell'estate 2009 da RTL per 103 milioni di sterline, e l'ha rinominata col nome originario.

## Logo della rete

30 marzo 1997 - 16 settembre 2002
16 settembre 2002 - 6 ottobre 2008
6 ottobre 2008 - 14 febbraio 2011
14 febbraio 2011 - 11 febbraio 2016